# Désiré van Monckhoven
Désiré Charles Emmanuel van Monckhoven (25 septembre 1834 à Gand–25 septembre 1882 à Gand) est un chimiste, opticien, photographe et physicien belge.
Expérimentateur et vulgarisateur de grand renom, il est l'un des plus célèbres chercheurs dans le domaine de la chimie photographique. Mais il est aussi pionnier de l'astrophotographie et de l'industrie photochimique en Belgique.
Une rue ainsi qu'un arrêt de tramway à Gand portent son nom : Van Monckhovenstraat

## Biographie
Il réussit en 1853-1854 des Vues de l'hôtel de ville de Gand, éditées par l'imprimeur lillois Désiré Blanquart-Evrard dans la série «Variétés photographiques».
Ses nombreux ouvrages sur la photographie et sur l'optique feront autorité dans toute l’Europe pendant un demi-siècle.
Il devient membre de la Société française de photographie le 16 juillet 1859. Il obtient un brevet le 1er août 1863 pour un appareil optique destiné aux agrandissements par projection (les rayons du soleil sont réfléchis uniformément malgré le mouvement diurne, à l'aide d'un miroir mû à la main ou automatiquement par un mouvement d'horlogerie). Ensuite, il fabrique ces agrandisseurs à héliostat sous l'appellation appareil solar dialytique. Il en offre un à Nadar, ami avec qui il correspond de 1864 à la fin de sa vie.
Il est un des premiers à pressentir que l’avenir de la photographie consistera en l’agrandissement de négatifs de petit format.
En 1862, il reçoit le diplôme de docteur en sciences de l'Université de Gand. Il est l'auteur remarqué d'un ouvrage sur l'optique photographique, Traité d'optique photographique. Ce livre a été traduit en anglais sous le titre Photographic Optics en 1867. Il existe un reprint chez Arno Press Inc. Von Rohr lui consacre un article dans son ouvrage Theorie und Geschichte des Photographischen Objectives chez le même éditeur.
Il s'installe à Vienne de janvier 1867 à 1870 et s’associe avec Emil Rabending. Atelier de pose à Vienne - Wieden, Favoritenstrasse, n°3, «im Hofe der kk. Erzgiesserei». Il donne comme adresse supplémentaire : Wiedenhaupstrasse à Vienne.
Il fait breveter le 30 novembre 1870 un appareil propre à corriger la flexion des réflecteurs de télescopes. De retour en Belgique, van Monckhoven fonde une manufacture spécialisée dans la fabrication de papiers photographiques au charbon.
Il améliore le procédé de fabrication des plaques sèches mises au point par Maddox et crée sa propre usine de fabrication à Gand en 1878.
Il découvre que la sensibilisation de l'émulsion des plaques au gélatino-bromure d'argent peut être améliorée par maturation d'ammoniaque, ce qui permettra un meilleur rendu des demi-tons.
En juillet 1879, il écrit à Nadar qu'il cherche à obtenir la production des couleurs directement à la chambre noire. À la même époque, il lui conseille de passer à la photographie au charbon car les tirages argentiques connaissent de nombreux problèmes de jaunissement et de disparition des demi-teintes.
Il fait construire une usine en 1880 et, dès 1882, fabrique à l'échelle industrielle du papier pour épreuves au charbon (10.000 rouleaux cette année); il invente un procédé qui permet de ne plus laver l'émulsion gélatineuse : le carbonate d'argent est dispersé dans une solution de gélatine et converti avec du bromure d'hydrogène en bromure d'argent.
Quelques jours avant sa mort, il dit avoir photographié une longue étincelle .
Il meurt à 48 ans d'une angine de poitrine.

Blason de la famille van Monckhoven.

Sa veuve, Hortense Tackels (Gand, 1839 - Gand, 1911) prendra la tête de la firme après la mort de son mari. Elle fait construire entre juillet 1883 et avril 1884 un atelier à Gand, Boulevard d'Akkergem, 72 (qui devient 72 bis, 74, puis 78 bis), qui produit fournitures, émulsions et à partir de 1886, des plaques. 
En 1893, la firme emploie 5 hommes et 45 ouvrières.
En 1996, Désiré van Monckhoven est l'un des 26 photographes belges mis à l'honneur au Musée de la Photographie à Anvers, lors de l'exposition Pioniers in Beeld.

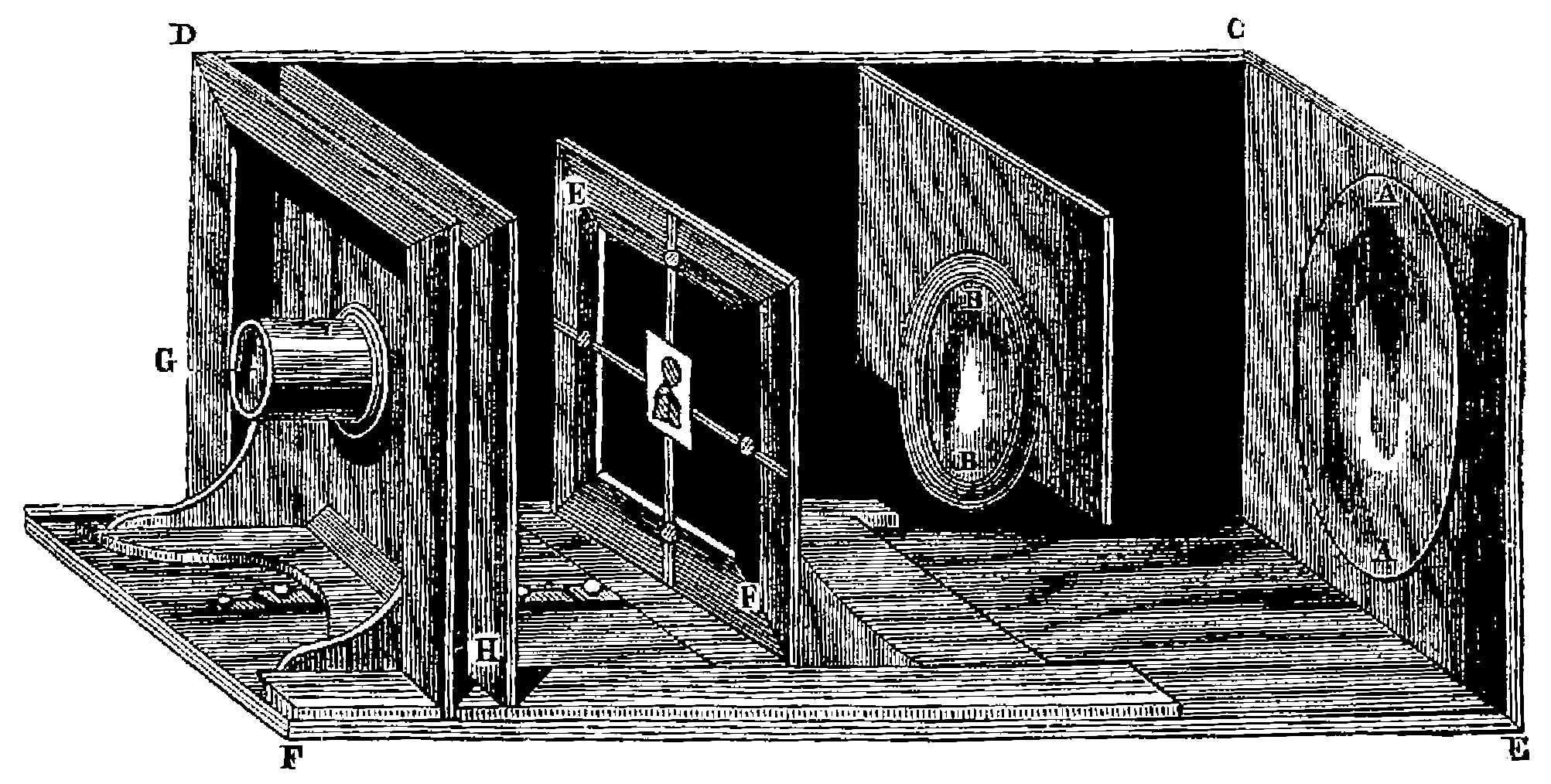
Appareil d’agrandissement des épreuves photographiques de M. Monckhoven, gravure dans : Louis Figuier, Les Merveilles de la science, 1867-1869.
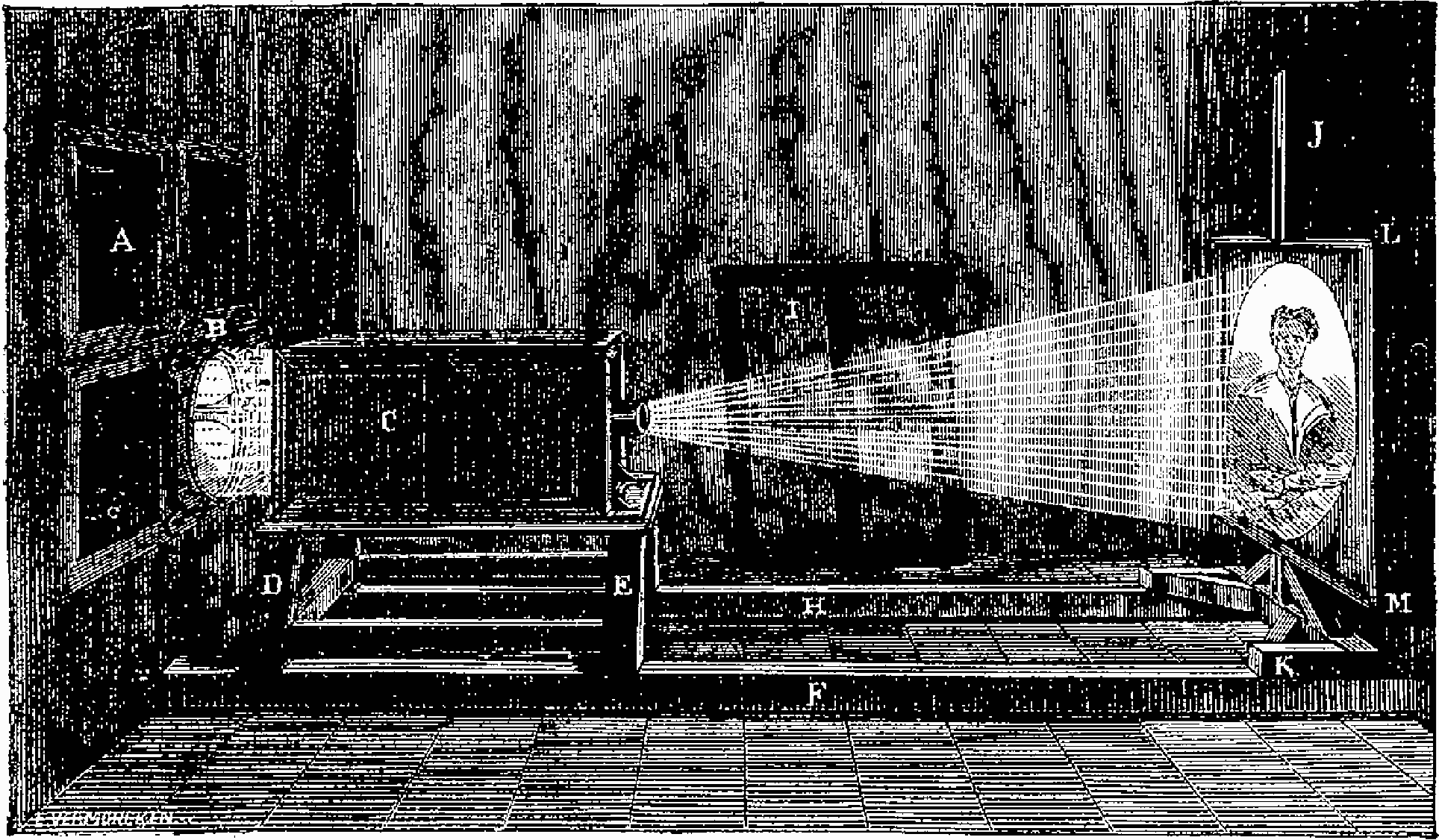
Effet de l’appareil de M. Monckhoven pour l’agrandissement des épreuves photographiques, gravure dans : Louis Figuier, Les Merveilles de la science, 1867-1869.
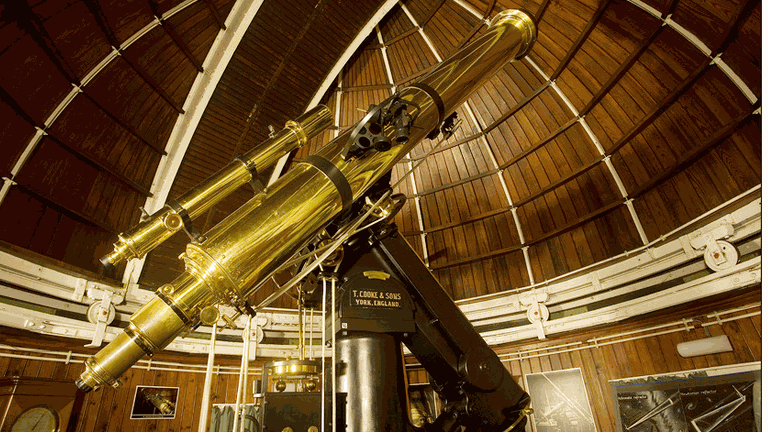
Télescope de van Monckhoven.

## Publications
- Traité de photographie sur collodion, Paris, A. Gaudin, 1855, 107 p. (En ligne sur Gallica).
- Traité général de photographie comprenant les procédés sur plaque, sur papier, sur verre à l'albumine et au collodion, le tirage des positifs et des épreuves stéréoscopiques, la gravure héliographique etc. Suivi des applications de cet art aux sciences et de recherches l'action chimique de la lumière, Paris, A. Gaudin frères, 1856, 400 p. (lire en ligne).
- Répertoire général de photographie pratique et théorique, contenant les procédés sur plaque, sur papier, sur collodion sec et humide, sur albumine, etc., Paris, A. Gaudin, 1859, 352 p..
- Traité d'optique photographique comprenant la description des objectifs et appareils d'agrandissement, Paris, V. Masson et fils, 1866, 271 p. (OCLC 468592025, lire en ligne)
- (en) Photographic optics : including the description of lenses and enlarging apparatus, Londres, R. Hardwicke, 1867
- Traité pratique de photographie au charbon, Paris, G. Masson, 1886, 104 p. (En ligne sur Gallica).